# Trachipterus altivelis
Trachipterus altivelis is een straalvinnige vissensoort uit de familie van spaanvissen (Trachipteridae). De wetenschappelijke naam van de soort is voor het eerst geldig gepubliceerd in 1859 door Kner.